# Reykjanybba
Reykjanybba är en bergstopp i republiken Island. Den ligger i regionen Norðurland vestra, 170 km nordost om huvudstaden Reykjavík. Toppen på Reykjanybba är 769 meter över havet, eller 162 meter över den omgivande terrängen. Bredden vid basen är 1,4 km.
Trakten runt Reykjanybba är nära nog obefolkad, med mindre än två invånare per kvadratkilometer. Närmaste större samhälle är Blönduós, omkring 16 kilometer norr om Reykjanybba. Trakten runt Reykjanybba består i huvudsak av gräsmarker.